# 庚
庚，天干的第七位。其在方位上指西南偏西方（255°），五行屬金，陰陽属陽。天干亦可表示植物的生長週期，庚指植物枯萎衰亡，始入土中，与乙相反。

## 含庚的干支
- 庚午
- 庚辰
- 庚寅
- 庚子
- 庚戌
- 庚申